# Kevin Goffney
Kevin Goffney (ur. 29 października 1986 w Baton Rouge) – amerykański koszykarz grający na pozycji skrzydłowego. 
Poprzednio występował w lidze NCAA w zespole Chattanooga oraz w Siarce Tarnobrzeg.